# Boisson gazeuse

« Hygiène, santé, bonheur. »
Réclame de boissons gazeuses.
Paris, années 1860-1890.

Les boissons gazeuses, appelées liqueurs au Québec, sont des boissons constituées majoritairement d'eau qui contiennent du dioxyde de carbone (CO2) provenant directement d’une source minérale, obtenu par fermentation ou ajouté artificiellement.
On parle également de boissons carbonatées, en raison de la présence d'ions hydrogénocarbonate et carbonate dans l'eau ; pour les boissons non-alcoolisées, on utilise parfois l'acronyme anglais CSD (carbonated soft drinks).
Des exemples de boissons gazeuses sont l'eau gazeuse, le cidre, le soda, le champagne, le vin rosé et blanc pression et la bière.

## Mécanisme
Le CO2 se dissout facilement dans l'eau. Il se trouve hydraté : la molécule de CO2 se lie à une molécule d'eau et devient de l'acide carbonique, H2CO3. Cette molécule peut ensuite se dissocier en libérant des ions hydrogène, ce qui acidifie l'eau ; on obtient ainsi des ions hydrogénocarbonate et carbonate.
Dans un contenant fermé (bouteille, boîte-boisson, fût), l'atmosphère au-dessus de l'eau est saturée en CO2. Lorsque l'on ouvre le contenant, le CO2 s'échappe ; pour maintenir l'équilibre, le CO2 dissout dans l'eau se retransforme en gaz, ce qui provoque la formation de bulles.
Certaines eaux de source sont naturellement gazeuses : l'eau traverse des cavités dont l'atmosphère est saturée en CO2 et se charge donc en gaz dissout. Pour certaines eaux commercialisées, le gaz est retiré, puis réintroduit[pourquoi ?].
On peut également rendre une boisson gazeuse en lui injectant artificiellement du gaz carbonique. Cette action a été simplifiée sur les dernières décennies, et les machines à soda se sont démocratisées dans les années 1950 et surtout depuis les années 1990 et l'avènement des machines de type Sodastream.
Enfin, lors de certains processus de fermentation, les bactéries ou les levures produisent du CO2. Si cette fermentation se fait en récipient fermé, le CO2 se dissout dans l'eau. C'est notamment le cas de la méthode champenoise.